# Edgars Krūmiņš
Edgars Krūmiņš (Jelgava, URSS, 16 d'octubre de 1985) és un esportista letó que competeix en bàsquet en la modalitat de 3×3. Va participar en els Jocs Olímpics de Tòquio 2020, obtenint una medalla d'or al torneig masculí, conjuntament amb Agnis Čavars, Kārlis Lasmanis, i Nauris Miezis.

## Palmarès internacional
| Jocs Olímpics | Jocs Olímpics  | Jocs Olímpics | Jocs Olímpics   |
| Any           | Lloc           | Medalla       | Competició      |
| ------------- | -------------- | ------------- | --------------- |
| 2020          | Tòquio ( Japó) | 1             | Torneig masculí |